# Gazella cuvieri
Gazella cuvieri (Газель Кюв'є) — вид роду Газель. 

## Поширення
Країни поширення: Алжир, Марокко, Туніс, Західна Сахара. Мешкає у відкритих напівпустельних середземноморських рідколіссях і степах від рівня моря до 2600 м. 

## Опис
60-69 см у висоту, з середньою вагою 35 кг. Хоча обидва статі мають роги від 10 до 15 см в довжину, в самців вони більш ребристі і мають більшу масу. Крім того, Gazella cuvieri мають довгі тонкі вуха. Темна смуга відділяє коричневу спинну частину забарвлення від бурувато-білої черевної частини. 

## Поведінка
Живуть в соціальних групах по три або чотири під час шлюбного сезону, але зазвичай не більше восьми особин. Групи, як правило, містять одного самця і до трьох самиць, кожна з одним чи двома нащадками. На початку вранці і пізно вечорі вони спускаються з гір і пасуться на низьких луках. Потім у другій половині дня вони йдуть назад в гори в ліс, де знаходять прохолодне місце, щоб провести день. Споживає листя, трави та іншу рослинність.

## Відтворення
Вагітність триває близько 160 днів. Ця газель зазвичай народжує на початку весни. Газель Кюв'є одна з небагатьох, що народжує близнят (40,5%). Новонароджені одинаки з середньою вагою 2,99 кг, близнята — 2,85 кг. 

## Загрози та охорона
Основні загрози: надмірне мисливство та деградація середовища проживання, в основному за рахунок перетворення середовища існування в сільськогосподарські угіддя та пасовища для худоби і для виробництва деревного вугілля; винищування собаками молодих газелей. Охоронюваних законом в усіх країнах проживання. Мешкає в природоохоронних територіях. 